# Lake Santeetlah
Lake Santeetlah város az USA Észak-Karolina államában, Graham megyében. Lakosainak száma 38 fő (2020. április 1.).

## Népesség
A település népességének változása:

| 2010 | 45 |
| 2020 | 38 |